# 버스데이 원더랜드
《버스데이 원더랜드》(バースデー・ワンダーランド)는 일본에서 제작된 하라 케이이치 감독의 2019년 애니메이션, 판타지 영화이다. 마츠오카 마유 등이 주연으로 출연하였다. 카와시바 사치코(柏葉幸子)의 소설 지하실에서 신비한 여행(地下室からのふしぎな旅)을 원작으로 한다.

## 출연

### 주연
- 마츠오카 마유
- 안
- 이치무라 마사치카
- 토우야마 나오